# Jeff Whitley
Jeffrey „Jeff” Whitley (ur. 28 stycznia 1979 w Ndoli) – północnoirlandzki piłkarz pochodzenia zambijskiego występujący na pozycji pomocnika. Brat Jima Whitleya, także piłkarza.

## Kariera klubowa
Whitley zawodową karierę rozpoczynał w 1995 roku w angielskim Manchesterze City z Division One. W tych rozgrywkach zadebiutował 7 września 1996 roku w przegranym 1:2 pojedynku z Barnsley. W 1998 roku spadł z zespołem do Division Two. Przez część sezonu 1998/1999 przebywał na wypożyczeniu we Wrexhamie, także grającym w Division Two. Potem wrócił do Manchesteru. W 1999 roku awansował z nim do Division One, a w 2000 do Premier League. W 2001 roku powrócił jednak z zespołem do Division One. W sezonach 2001/2002 oraz 2002/2003 grał na wypożyczeniach w Notts County z Division Two.
W 2003 roku Whitley podpisał kontrakt z Sunderlandem z Division One. Pierwszy ligowy mecz zaliczył 30 września 2003 roku przeciwko Ipswich Town (2:0). W 2004 roku rozpoczął z zespołem starty w nowo powstałej lidze Championship, będącej następcą Division One jako drugiego poziomu rozgrywek. W Sunderlandzie spędził jeszcze rok.
W 2005 roku odszedł do Cardiff City, również występującego w Championship. Zadebiutował tam 6 sierpnia 2005 roku w przegranym 0:1 spotkaniu z Ipswich Town. W sezonie 2006/2007 Whitley przebywał na wypożyczeniach w Stoke City (Championship) oraz we Wrexhamie (League Two). Potem wrócił do Cardiff, gdzie grał jeszcze przez 1,5 roku.
W styczniu 2008 roku Whitley przeszedł do Wrexhamu z League Two. W maju tego samego roku odszedł z klubu. Następnie grał w zespołach Woodley Sports oraz Northwich Victoria, gdzie w 2010 roku zakończył karierę.

## Kariera reprezentacyjna
W reprezentacji Irlandii Północnej Whitley zadebiutował 11 lutego 1997 roku w wygranym 3:0 towarzyskim meczu z Belgią. W latach 1997–2005 w drużynie narodowej rozegrał w sumie 20 spotkań i zdobył 2 bramki. Wcześniej grał też w kadrze Anglii U-17, a także Irlandii Północnej U-19 oraz U-21.